# Заслужені професори Київського університету
Заслужений професор Київського університету — почесне звання Київського національного університету імені Тараса Шевченка, яке відзначає багаторічний внесок професорів у справу підготовки висококваліфікованих фахівців для різних галузей освіти, науки й виробництва, становлення і розвитку Київського університету.
Почесне звання є довічним, присвоюється штатним професорам Київського університету зі стажем бездоганної роботи понад 25 (жінки — 20) років, з них не менш як 20 (жінки — 15) років на відповідній штатній посаді.
Присвоюється рішенням Вченої ради Київського університету.
У День університету набувачам урочисто вручається диплом, пам'ятний знак, імена заносяться на пам'ятний стенд. Посадові оклади збільшуються на 15 відсотків. Після оформлення пенсії — надається переважне право працювати в університеті на науково-педагогічних та наукових посадах. 

## Список
Станом на 07.06.2021
| ім'я                                | дата       | посада                                                                                    |
| ----------------------------------- | ---------- | ----------------------------------------------------------------------------------------- |
| Білий Михайло Улянович              | 1999       | Професор фізичного факультету, член-кореспондент НАН України                              |
| Городецький Дмитро Олексійович      | 1999       | Професор радіофізичного факультету                                                        |
| Ляшко Іван Іванович                 | 1999       | Професор механіко-математичного факультету, академік НАН України                          |
| Находкін Микола Григорович          | 1999       | Професор фізичного факультету, академік НАН України                                       |
| Скопенко Віктор Васильович          | 1999       | Професор хімічного факультету, академік НАН України                                       |
| Толстой Михайло Іванович            | 1999       | Професор геологічного факультету                                                          |
| Шахова Кіра Олександрівна           | 1999       | Професор інституту філології                                                              |
| Горбань Іван Степанович             | 1999       | Професор фізичного факультету, академік НАН України                                       |
| Кучеренко Микола Євдокимович        | 1999       | Професор біологічного факультету, академік НАН України                                    |
| Левитський Сергій Михайлович        | 1999       | Професор радіофізичного факультету                                                        |
| Семчинський Станіслав Володимирович | 1999       | Професор інституту філології                                                              |
| Чухно Анатолій Андрійович           | 1999       | Професор економічного факультету, академік НАН України                                    |
| Ядренко Михайло Йосипович           | 1999       | Професор механіко-математичного факультету, член-кореспондент НАН України                 |
| Бичко Ігор Валентинович             | 2000       | Професор філософського факультету                                                         |
| Улітко Андрій Феофанович            | 2000       | Професор механіко-математичного факультету, член-кореспондент НАН України                 |
| Пелешенко Василь Іларіонович        | 2002       | Професор географічного факультету                                                         |
| Редько Володимир Никифорович        | 2002       | Професор факультету кібернетики, академік НАН України                                     |
| Ляшенко Ігор Миколайович            | 2.6.2003   | Професор факультету кібернетики                                                           |
| Калакура Ярослав Степанович         | 2.6.2003   | Професор історичного факультету                                                           |
| Новиков Микола Миколайович          | 2.6.2003   | Професор фізичного факультету                                                             |
| Бойко Анатолій Леонідович           | 5.6.2006   | Професор біологічного факультету                                                          |
| Карпенко Маргарита Олександрівна    | 5.6.2006   | Голова Ради ветеранів війни і праці та Ради старійшин університету                        |
| Ястремський Іван Станіславович      | 5.6.2006   | Професор економічного факультету                                                          |
| Анісімов Анатолій Васильович        | 2.6.2008   | Декан факультету кібернетики                                                              |
| Воронова Лідія Костянтинівна        | 2.6.2008   | Професор юридичного факультету                                                            |
| Горошко Олег Олександрович          | 2.6.2008   | Провідний науковий співробітник механіко-математичного факультету                         |
| Козаченко Юрій Васильович           | 2.6.2008   | Професор механіко-математичного факультету                                                |
| Мусієнко Микола Миколайович         | 2.6.2008   | Професор біологічного факультету                                                          |
| Слюсаренко Анатолій Гнатович        | 2.6.2008   | Професор історичного факультету                                                           |
| Третяк Олег Васильович              | 2.6.2008   | Головний науковий співробітник радіофізичного факультету                                  |
| Черваньов Дмитро Миколайович        | 2.6.2008   | Професор економічного факультету                                                          |
| Кулініч Григорій Логвинович         | 1.6.2009   | Професор механіко-математичного факультету                                                |
| Макара Володимир Арсенійович        | 1.6.2009   | Завідувач кафедри фізичного факультету                                                    |
| Цудзевич Борис Олександрович        | 1.6.2009   | Професор-консультант біологічного факультету                                              |
| Шищенко Петро Григорович            | 1.6.2009   | Професор географічного факультету                                                         |
| Гаращенко Федір Георгійович         | 7.6.2010   | Завідувач кафедри факультету кібернетики                                                  |
| Перестюк Микола Олексійович         | 7.6.2010   | Завідувач кафедри механіко-математичного факультету                                       |
| Філіпенко Антон Сергійович          | 7.6.2010   | Професор інституту міжнародних відносин                                                   |
| Шляхтун Петро Панасович             | 7.6.2010   | Завідувач кафедри філософського факультету                                                |
| Губерський Леонід Васильович        | 4.10.2010  | Професор філософського факультету, ректор КНУ імені Тараса Шевченка, академік НАН України |
| Пономарів Олександр Данилович       | 20.6.2011  | Професор інституту журналістики                                                           |
| Кириченко Володимир Васильович      | 20.6.2011  | Професор механіко-математичного факультету                                                |
| Мелков Геннадій Андрійович          | 20.6.2011  | Професор радіофізичного факультету                                                        |
| Закусило Олег Каленикович           | 5.6.2012   | Професор факультету кібернетики                                                           |
| Колесник Віктор Федорович           | 3.6.2013   | Професор історичного факультету                                                           |
| Хиля Володимир Петрович             | 2.6.2014   | Професор хімічного факультету                                                             |
| Остапченко Людмила Іванівна         | 08.06.2015 | Професор ННЦ «Інститут біології та медицини»                                              |
| Наконечний Олександр Григорович     | 08.06.2015 | Професор факультету кібернетики                                                           |
| Кузнєцова Наталія Семенівна         | 06.06.2016 | Професор юридичного факультету                                                            |
| Слободяник Микола Семенович         | 06.06.2016 | Професор хімічного факультету                                                             |
| Булавін Леонід Анатолійович         | 12.06.2017 | Професор фізичного факультету                                                             |
| Семенюк Григорій Фокович            | 12.06.2017 | Професор ННІ філології                                                                    |
| Олійник Ярослав Богданович          | 04.06.2018 | Професор географічного факультету                                                         |
| Різун Володимир Володимирович       | 04.06.2018 | Професор ННІ журналістики                                                                 |
| Дайнеко Валентина Вікторівна        | 03.06.2019 | Професор ННІ міжнародних відносин                                                         |
| Воловенко Юліан Михайлович          | 03.06.2019 | Професор хімічного факультету                                                             |
| Конверський Анатолій Євгенович      | 07.09.2020 | Професор філософського факультету                                                         |
| Вергун Володимир Антонович          | 07.06.2021 | Професор ННІ міжнародних відносин                                                         |
| Мішура Юлія Степанівна              | 07.06.2021 | Професор механіко-математичного факультету                                                |
| ім'я                                | дата       | посада                                                                                    |